# مقدونيا الوسطى
إقليم مقدونيا الوسطى هي واحدة من المناطق الإدارية الثلاثة عشر في اليونان، تتألف من الجزء الأوسط من المنطقة الجغرافية والتاريخية لمقدونيا. ويبلغ عدد سكانها ما يقارب 1.9 مليون نسمة، وهي المنطقة الثانية الأكثر سكاناً من مناطق اليونان بعد أتيكا.
أسست المنطقة في الإصلاح الإداري عام 1987م. وخلال إصلاحية كاليكراتس عام 2010, أعيد تعريف سلطتها ونفوذها. وتشرف عليها إدارة مقدونيا وتراقيا اللامركزية ومقرها في سالونيك. وتستند المنطقة في عاصمتها مدينة سالونيك وتنقسم إلى سبعة وحدات إقليمية: خالكيذا، إيماثيا، كيلكيس ، بيلا، بييريا ، سيريس وسالونيك .
وعلى الرغم من أن الجزء الجغرافي في مقدونيا الوسطى، فإن سلسلة جبال أثوسليست جزءًا أدارياً، ولكن للمنطقة حكم ذاتي تحت سلطة اليونان .

## الإقتصاد
مقدونيا الوسطى هي المنطقة الأكثر زيارة في اليونان وتمثل 18.2٪ من إجمالي التدفق السياحي في البلاد، مع 3.21 مليون سائح في عام 2008.
وفي عام 2011، كان إجمالي الناتج المحلي للفرد الواحد 14400 يورو ، مما يجعل المنطقة تحتل المرتبة التاسعة من بين المناطق الثلاثة عشر، فهي أدنى بكثير من المعدل الوطني البالغ 18500 يورو .